# Maquoketa
La ville américaine de Maquoketa (en anglais [ˌməˈkoʊkɨtə]) est le siège du comté de Jackson, dans l’État de l’Iowa. Elle comptait 6 112 habitants lors du recensement de 2000.

## Source
- (en) Cet article est partiellement ou en totalité issu de l’article de Wikipédia en anglais intitulé « Maquoketa, Iowa » (voir la liste des auteurs).